# Xuecheng

## Biografía
Xuecheng (también conocido como Shi Xuecheng) fue Presidente de la Asociación Budista de China, Vicepresidente de la Asociación Mundial de Budistas (WFB, por sus siglas en inglés), Rector de la Academia Budista de China, Abad del Templo Guanghua (Putian, Fujian), Templo Famen (Fufeng, Shaanxi), y Templo Longquan (Beijing), es también miembro del Comité de la Conferencia Política Consultiva del Pueblo Chino,  Vicepresidente de la Federación de Jóvenes de Toda China, Vicepresidente del Comité de Religión y Paz de China, Vicedirector del Instituto de Estudios Avanzados de Humanidades y Religión de la Universidad Pedagógica de Beijing. Conocido por su trabajo de meditación y enseñanza del budismo en China y en el extranjero. También es conocido como un experimentado bloguero.

### Infancia
El Venerable Maestro Xuecheng (chino: 学诚) se llamó Fu Ruilin, nacido como el mayor de los tres hijos de una familia budista el 3 de octubre de 1966 en Xianyou de la provincia de Fujian, China. Su abuela era una creyente budista y más tarde se convirtió en una monja. Bajo la influencia de su madre y abuela, a la edad de diez años, Xuecheng se convirtió por su propia voluntad en un vegetariano, y comenzó a recitar escrituras budistas a la edad de 12 años.

### Formación
El Venerable Maestro Xuecheng Comenzó su vida monástica en 1982, tonsurado por el muy Venerable Maestro Dinghai, y empezó a estudiar y practicar el Budismo con el Venerable Maestro Yuanzhuo. En 1991 se graduó y obtuvo su Maestría en la Academia Budista de China. En 2007 recibió un Doctorado Honorario en Administración Educativa de la Universidad Mahachulalongkornrajavidyalaya de Tailandia. En el año 2010 le concedieron el Premio de Oro de Paz Atish Dipankar de Bangladés. En 2011, fue otorgado el título honorífico de Tripitaka Maha Pandit (Doctorado de Tripitaka) por el Bikkhu Mahasangha de Toda India (All India Bikkhu Mahasangha).